# Emballotheca buskii
Emballotheca buskii is een mosdiertjessoort uit de familie van de Lanceoporidae. De wetenschappelijke naam van de soort is voor het eerst geldig gepubliceerd in 1955 door Rogick.